# Comuna de Klimontów
Klimontów (polaco: Gmina Klimontów) é uma gminy (comuna) na Polónia, na voivodia de Santa Cruz e no condado de Sandomierski. A sede do condado é a cidade de Klimontów.
De acordo com os censos de 2004, a comuna tem 8704 habitantes, com uma densidade 87,7 hab/km².

## Área
Estende-se por uma área de 99,24 km², incluindo:
- área agrícola: 84%
- área florestal: 9%

## Demografia
Dados de 30 de Junho 2004:
|                      | Total   | Total | Mulheres | Mulheres | Homens  | Homens |
| -------------------- | ------- | ----- | -------- | -------- | ------- | ------ |
|                      | pessoas | %     | pessoas  | %        | pessoas | %      |
| População            | 8704    | 100   | 4392     | 50,5     | 4312    | 49,5   |
| Densidade (pop./km²) | 87,7    | 100   | 44,3     | 44,3     | 43,5    | 43,5   |

De acordo com dados de 2005, o rendimento médio per capita ascendia a 1568,65 zł.

## Subdivisões
- Adamczowice, Beradz, Borek Klimontowski, Byszów, Byszówka, Dziewków, Goźlice, Grabina, Górki, Góry Pęchowskie, Kępie, Klimontów, Kroblice Pęchowskie, Krobielice, Konary, Konary-Kolonia, Nasławice, Nawodzice, Nowa Wieś, Olbierzowice, Ossolin, Pęchów, Pęchowiec, Płaczkowice, Przybysławice, Pokrzywianka, Rogacz, Rybnica, Szymanowice Dolne, Szymanowice Górne, Śniekozy, Ułanowice, Węgrce, Wilkowice, Zakrzów.

## Comunas vizinhas
- Bogoria, Iwaniska, Koprzywnica, Lipnik, Łoniów, Obrazów, Samborzec, Staszów